# Porte-musc de l'Himalaya
Moschus leucogaster
Espèce
Statut de conservation UICN

 EN  : En danger
Répartition géographique
Le porte-musc de l'Himalaya (Moschus leucogaster) est une espèce de mammifères de la famille des Moschidae. Ce mammifère herbivore ruminant forme l'une des sept espèces du genre Moschus.
Il vit sur la frange sud de l’Himalaya, à plus de 2 500 m d’altitude. Petit animal, farouche et discret, il est proche de Moschus chrysogaster, avec lequel il a été autrefois identifié. 
Le musc qu’il produit est très recherché par les humains, jadis pour la fabrication de parfums et d’encens mais de nos jours essentiellement pour la fabrication de médicaments des pharmacopées traditionnelles chinoise, tibétaine et coréenne. L’espèce Moschus leucogaster est classée sur la liste rouge des espèces menacées dans la catégorie « en danger ».

## Étymologie et histoire de la nomenclature
Le nom de genre Moschus est un terme latin signifiant « musc », lui-même un emprunt au grec μόσχος moskhos, emprunté du persan mušk, qui viendrait soit du sanskrit मुष्क muṣká ayant le sens de « testicule », en raison de la forme de la glande qui le produit soit d’un terme iranien apparenté.
L’épithète spécifique leucogaster est composé de deux étymons : le premier du grec ancien λευκός leukós « blanc » et le second du latin gaster (venant du grec γαστήρ gastḗr) « ventre », soit « au ventre blanc ».
Le naturaliste britannique Brian Houghton Hodgson envoyé au Népal de 1820 à 1843 par la Compagnie anglaise des Indes orientales, y étudie la faune, les peuples et leurs religions. Dans une note au Journal of the Asiatic Society of Bengal de mars 1839, il attire l’attention de ses collègues sur la différence de couleur de trois cerfs porte-musc du genre Moschus qu’il distingue par les épithètes spécifiques de Leucogaster, Chrysogaster et Saturatus. L’espèce M. leucogaster a « le dessus du corps et les membres brun foncé parsemé de fauve, le dessous de la tête, le cou et le ventre, ainsi que l’intérieur des oreilles et les orbites, d’un blanc grisâtre ».

## Description
Le porte-musc de l'Himalaya est un mammifère mesurant entre 86 et 100 cm de long, de 40 à 50 cm de hauteur au garrot, pour un poids allant de 11 à 18 kg. Contrairement aux cervidés, le mâle ne porte pas de bois sur la tête et sa mâchoire supérieure est dotée d'une paire de longues canines qui poussent tout au long de sa vie et peuvent mesurer jusqu'à 7 à 10 cm de long sur les sujets âgés. La femelle possède aussi des canines mais elles n’ont pas de croissance continue. 
Le mâle possède aussi une glande qui produit du musc. Située entre l’ombilic et le pénis, la paroi glandulaire secrète un liquide visqueux jaunâtre, qui s’accumule dans un sac et devient rouge brun en vieillissant puis fonce encore quand il est prélevé. L’ouverture de la poche se trouve au niveau de l’extrémité du pénis permettant à l’animal de mélanger à volonté la sécrétion musquée avec son urine . Son odeur puissante sert à attirer les femelles au moment des accouplements. Il sert aussi à marquer le territoire et écarter les mâles rivaux au cours de la saison de reproduction. Cette substance convoitée par les hommes depuis des millénaires est utilisée dans la fabrication de parfums, savons et préparations médicinales. Les porte-musc de l’Himalaya des deux sexes possèdent aussi une glande caudale, à la base de la queue, qui sert à marquer le territoire.
Le porte-musc de l'Himalaya est de couleur brun sable, avec une croupe et des membres légèrement plus foncés. Son caractère spécifique, rappelé par Hodgson par son nom M. leucogaster (éty. « porte-musc à ventre blanc ») est la face ventrale de son corps qui va du gris au blanc, à la différence de M. chrysogaster (éty. « porte-musc à ventre jaune ») dont le ventre est rouge doré à orange. La fourrure brun foncé sur les jeunes faons est parsemée de taches blanches, mais prend plus tard une couleur plus uniforme, bien que les adultes peuvent conserver deux taches blanches sur le cou.
Superbement adapté à la vie en haute altitude, le porte-musc de l'Himalaya est un ongulé artiodactyle qui possède quatre doigts (2345): les deux doigts centraux (34) larges et les deux latéraux ou ergots (35) situés plus hauts et plus pointus. Les sabots (ou ongles) des membres arrière sont inégaux, l’intérieur (3) étant beaucoup plus long que l’extérieur (4); il en est de même des ergots, dont l’interne est aussi plus long que l’externe,. De même pour les membres antérieurs, deux ergots touchent la terre. Cette configuration lui assure la stabilité sur les pentes raides. Il court en bondissant comme un lièvre. 
Il a une couche dense de poils rudes avec des cellules remplies d'air qui l'isolent contre les températures extrêmes. Le corps est trapu, et les membres antérieurs sont courts et minces par rapport aux membres postérieurs plus puissants. La courbure de la colonne vertébrale, ainsi que la différence de taille des membres permet de comprendre pourquoi l'animal court en bondissant comme un lapin, ses deux membres postérieurs se projetant devant ses membres antérieurs. Il peut faire des bonds de 6 m.
Moschus leucogaster était autrefois considéré comme la même espèce que Moschus chrysogaster, car les deux espèces ont de nombreuses caractéristiques communes. En 1839, Hodgson avait proposé de les distinguer sur la seule base de la différence de couleur du pelage. En 1995, Groves, Wang et Grubb ont procédé à une analyse multivariable de la morphologie du crâne et de la denture. Leurs résultats indiquent qu’il est possible de distinguer M. chrysogaster (avec deux sous-espèces, ie chrysogaster et sifanicus) et M. leucogaster (avec une sous-espèce). Alors que M. chrysogaster a des rayures blanches distinctes ou une tache blanche sur la gorge, cette caractéristique est vague chez M. leucogaster, si elle est présente. Une analyse génétique du génome mitochondrial a confirmé la distinction des deux espèces (Tao Pan et al, 2015).

## Répartition et habitat

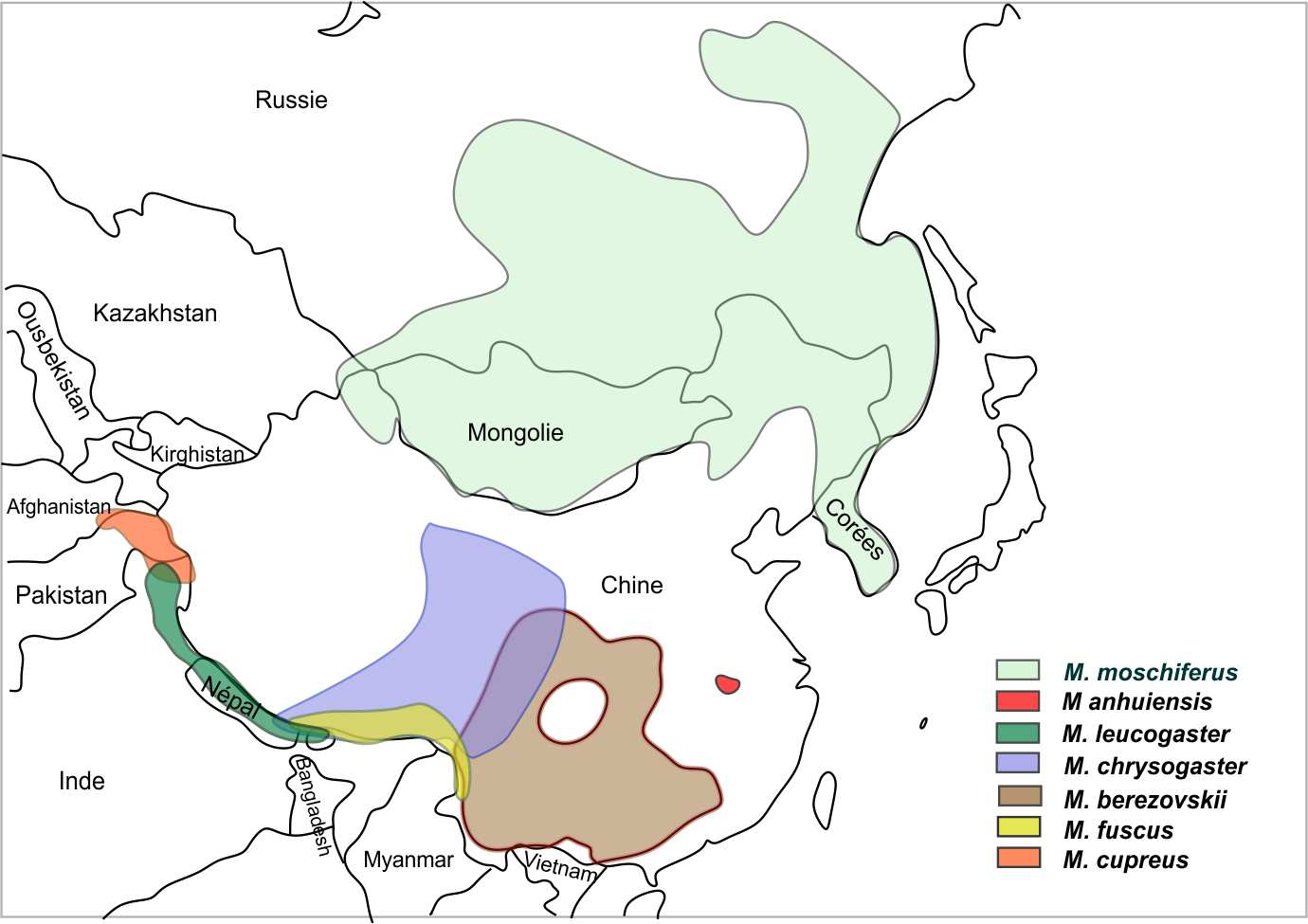
Carte de répartition des 7 espèces de Moschus
M. leucogaster en vert

L'aire de répartition du porte-musc de l'Himalaya se situe dans les montagnes de l'Himalaya : au Bhoutan, au Népal, dans l'Inde du Nord-Est et dans la région sud-ouest de la province du Tibet en Chine.
Cette espèce vit dans les prairies, les zones arbustives et les forêts de sapins sur les plateaux de haute altitude au-dessus de 2 500 m d’altitude.

## Écologie
Timide, discret et solitaire, le porte-musc de l'Himalaya se cache dans la couverture dense pendant la journée, ne sortant de sa cachette qu'à la nuit tombée pour se nourrir. Son régime herbivore se compose essentiellement de feuilles d’arbres et d’arbustes ayant une haute teneur en protéines et à faible teneur en fibres. Il consomme aussi de l’herbe, de la mousse, des lichens, de jeunes pousses et des champignons. En hiver, il se rabat sur les lichens, même s'il est capable de monter sur les petits arbres pour se nourrir de feuilles qui seraient autrement hors de portée. Il peut parcourir de 3 à 7 km par nuit mais revient à son territoire habituel au petit-matin.
Le porte-musc de l'Himalaya est une espèce assez sédentaire, occupant un domaine d'environ 22 hectares. Les mâles occupent un territoire plus grand, qu’ils défendent et se battant contre les autres mâles qui y pénètrent. Lors des combats, ils répandent leur urine mélangée au musc. Les mâles sont farouchement territoriaux, ne laissant que les femelles entrer dans leur territoire. Les territoires sont marqués par les excréments soigneusement placés aux mêmes endroits et les sécrétions qui sont frottées sur la végétation environnante.
Pendant la saison de reproduction, le mâle produit du musc qui, mélangé avec son urine, a une couleur rose et une forte odeur qui pourrait stimuler la femelle à entrer en œstrus. La glande caudale sert aussi à marquer le territoire. De novembre à début juillet, les mâles se disputent les femelles. Les naissances ont lieu généralement entre mai et juin, après une période de gestation de 178 à 198 jours. Les deux premiers mois de sa vie, le jeune porte-musc reste caché dans le sous-bois. Le petit se développe rapidement, devenant totalement indépendant après 6 mois. La maturité sexuelle est généralement atteinte au bout de 18 mois, bien que la femelle peuvent se reproduire dès leur première année. L'espérance de vie de l'espèce est de 10 à 14 ans et jusqu'à 20 ans au maximum.
| Reproduction               |                        |                      |
| Intervalle de reproduction | Saison de reproduction | Portée               |
| 1 fois/an                  | novembre-janvier       | 1 à 2                |
| Durée de gestation         | Âge du sevrage         | Maturité sexuelle ♂♀ |
| 185 à 195 jours            | 6 mois                 | 16 à 24 mois         |

## Menaces
Ses prédateurs sont le léopard (Panthera pardus), le lynx (Lynx lynx), la martre à gorge jaune (Martes flavigula), le renard roux (Vulpes vulpes), le loup gris (Canis lupus), le chien sauvage et le principal l’Homme (Homo sapiens). De grands oiseaux de proie peuvent occasionnellement tuer des jeunes.
La chasse par les humains est la principale menace pesant sur le porte-musc de l'Himalaya. Son musc est très prisé pour la fabrication de parfums, d'encens et de médicaments traditionnels. Bien que la demande de musc ne soit plus aussi importante pour la fabrication de parfums dans lesquels il est remplacé par des produits synthétiques, il est encore très demandé pour la fabrication de près de 300 médicaments chinois et coréens, et peut se vendre jusqu’à 65 000 $ le kilo. Il n’y a que 25 g de musc par animal.
En raison de sa haute valeur ainsi que la mauvaise situation économique de nombreuses communautés au sein de son aire de répartition, la chasse au porte-musc de l'Himalaya est excessive. Les animaux sont capturés à l'aide de pièges sans discernement, et bien que seuls les mâles adultes produisent du musc, les femelles et les juvéniles sont également capturés. Dans certaines régions, il est également chassé pour sa viande, tandis que son habitat est menacé par la progression du pastoralisme. Il existe un important commerce des poches de musc en Chine et ailleurs en Asie du Nord-Est.
L’espèce Moschus leucogaster est classée sur la liste rouge des espèces menacées de l'UICN dans la catégorie« en danger », depuis 2008.
Cette espèce est inscrite à l'Annexe II de la CITES (en Chine) et à l'Annexe I (dans tous les autres pays), mais ça n’empêche pas un commerce effréné du cerf porte-musc. Il est considéré comme rare en Chine.